# EF Band
EF Band var ett svenskt rockband från Göteborg.
EF Band (kort för Ericsson Fisher Band) bildades 1978 av Pär Ericsson (bas) och Bengt Fisher (gitarr, sång), vilka 1975 spelat i jazzrockbandet Epizootic. Bandet (som var mera känt i Storbritannien än i Sverige) genomgick med åren många medlemsbyten och upplöstes 1987. En tid innan första albumet spelade Dave Dufort (som tidigare spelat med bl.a. Steve Gibbons och Mike Oldfield) trummor. De släppte tre fullängdsalbum, Last Laugh Is on You, Deep Cut och One Night Stand.